# Enserkerk
De Enserkerk is de vroegere Hervormde Kerk op het voormalige eiland Schokland. De kerk werd in 1834 gebouwd ter vervanging van een in 1717 gebouwde kerk.

## Geschiedenis
In 1717 werd op de woonterp Middelbuurt een houten kerk gebouwd op een gemetseld muurtje naast de pastorie van 1650. De kerk was bedoeld als vervanging van de Ensenerkerk, de kerk op de Zuidpunt van Schokland. De wanden waren donkerbruin. Het houten kerkje en pastorie kregen het zwaar te verduren tijdens de Stormvloed van 1825. In 1830 waren de gebouwen rijp voor de sloop. 
In 1834 werd een nieuwe kerk gebouwd met subsidie van het Rijk. De ontwerper was een hoofdingenieur van Waterstaat. In 1859 werd Schokland ontruimd, hierbij bleef de kerk behouden.
In 1942 viel de Noordoostpolder droog en was het eiland omgeven door land. Het kerkje was in gebruik als paardenstal. Vanaf 1947 werd het Museum Schokland in het kerkje gevestigd. Tot 1990 vonden er wisselende exposities plaats en sindsdien is het in oorspronkelijke staat hersteld en wordt gebruikt als expositieruimte en trouwlocatie van de gemeente Noordoostpolder.
Er staat een elektronisch Heyligers-orgel in de kerk.

## Afbeeldingen

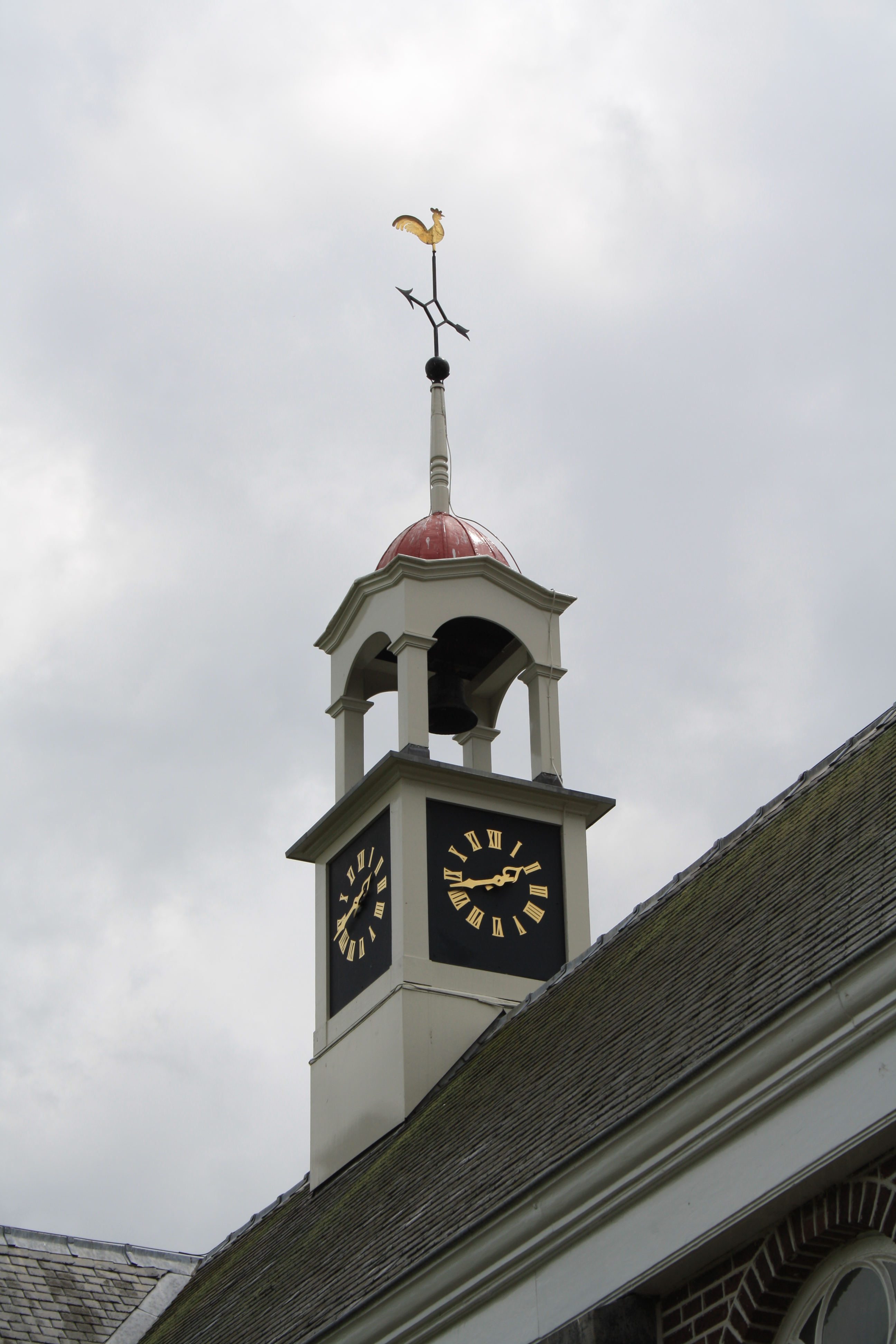
De toren maar nu weer met kerkklok
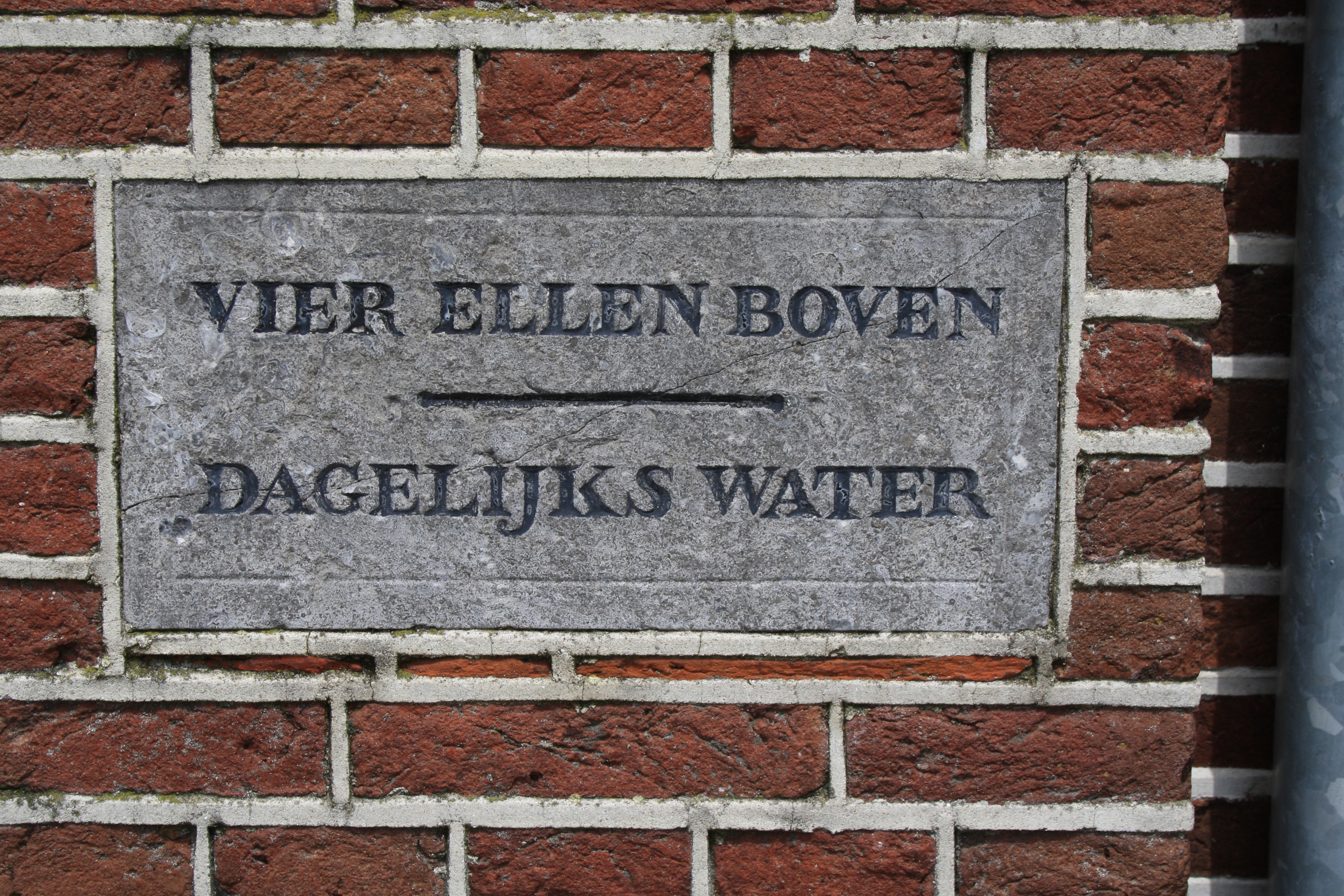
Peilschaal
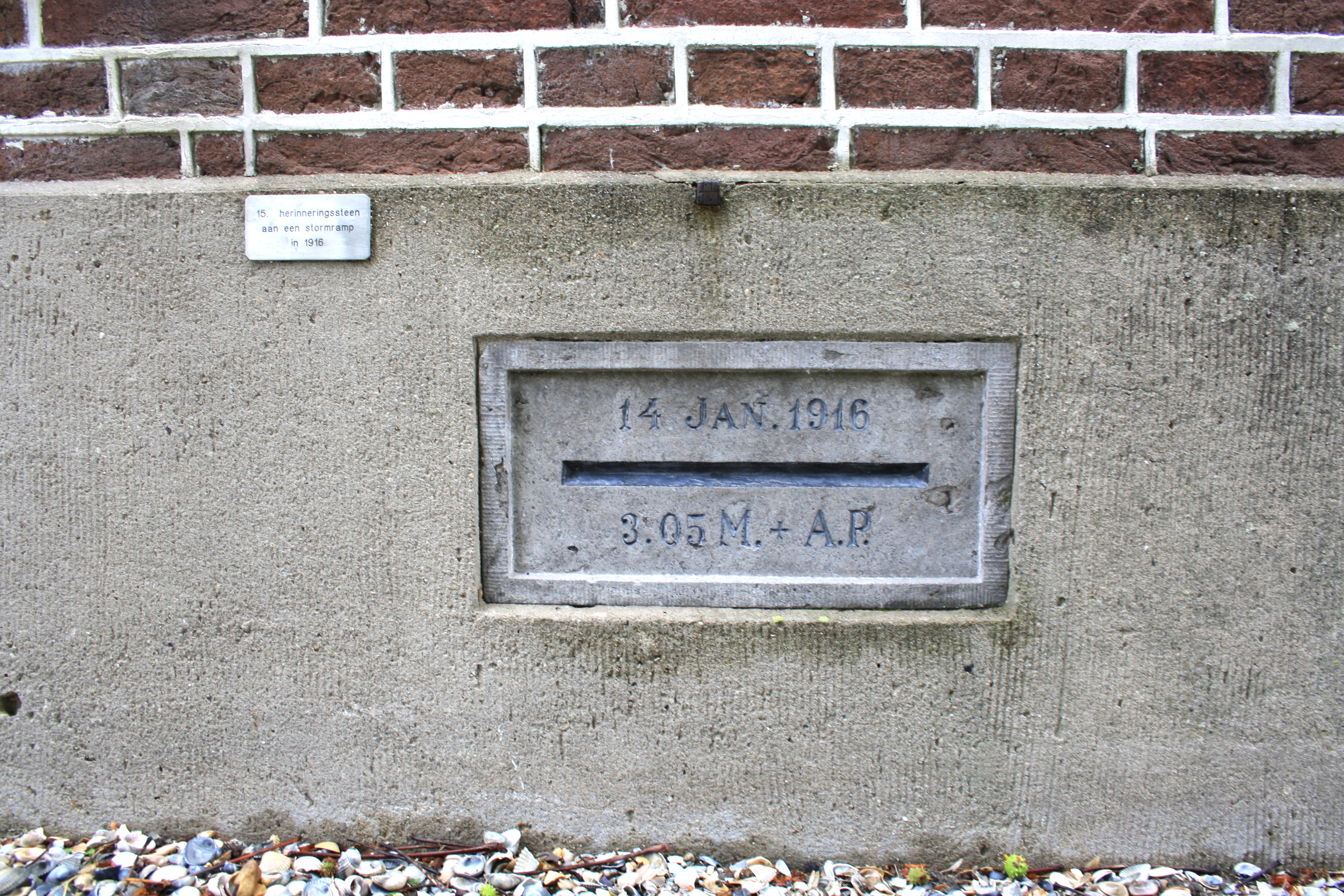
Gedenksteen stormramp januari 1916
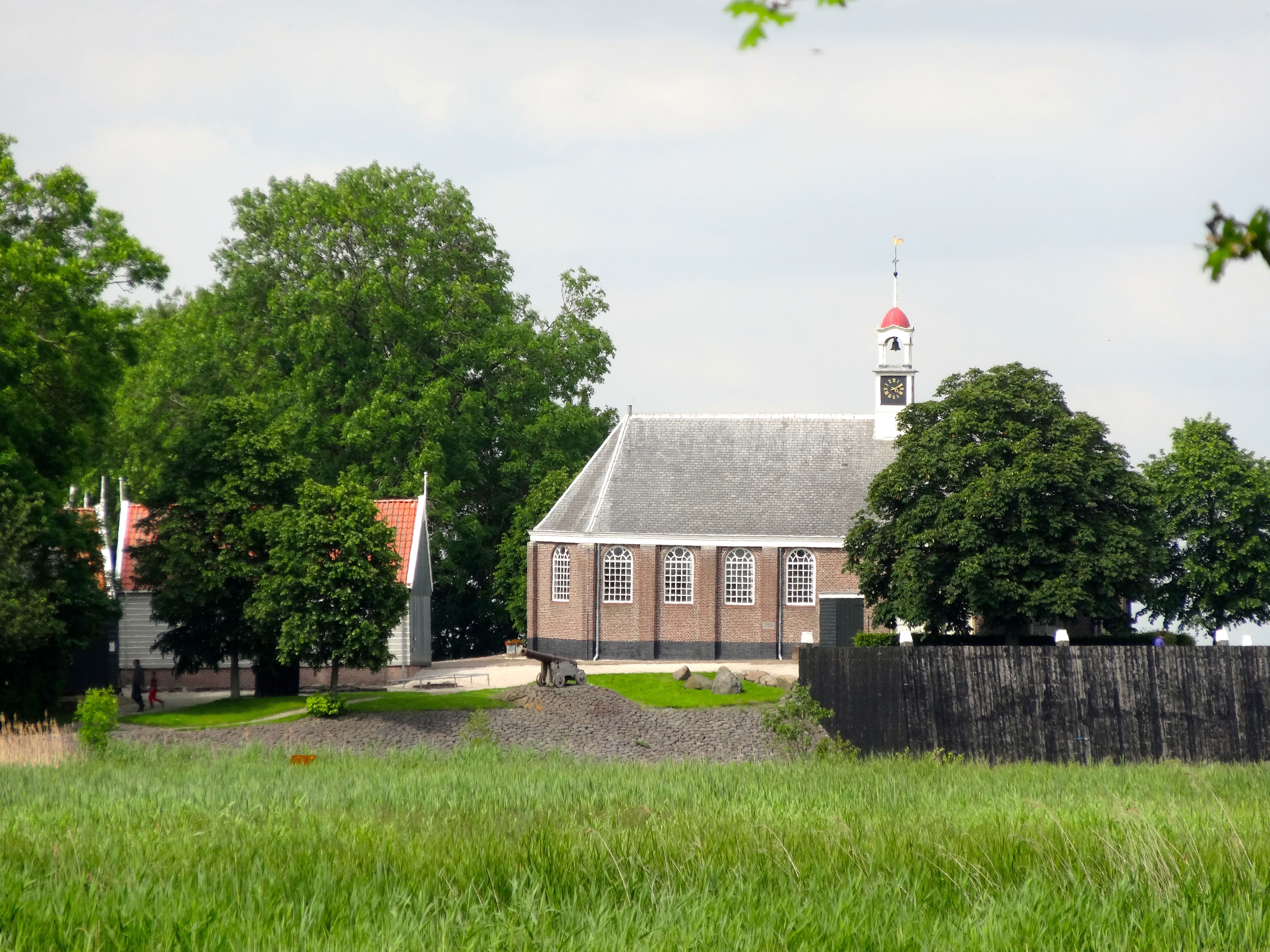
Kerk vanaf de zuidzijde
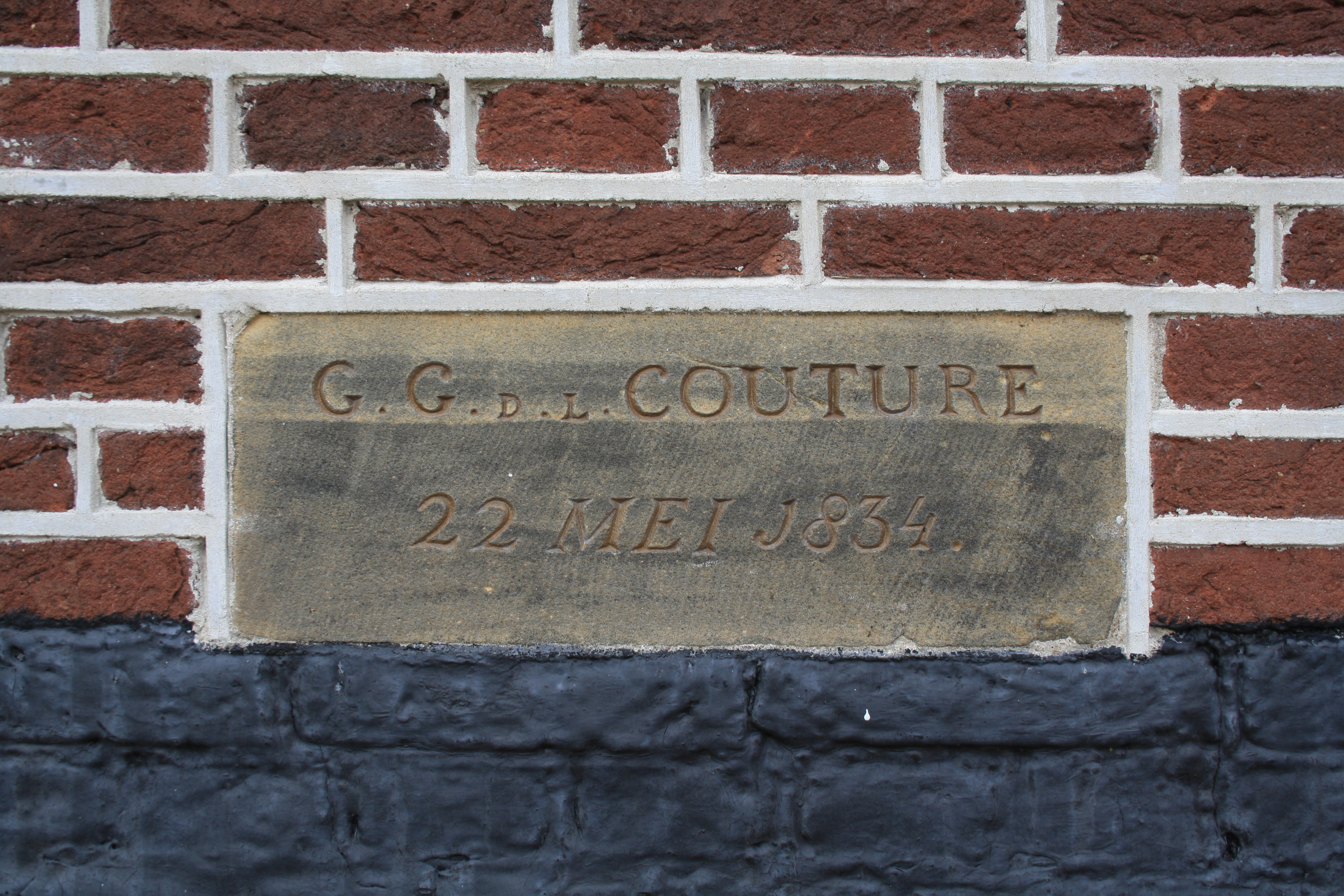
Eerstesteenlegging 1834

Ens:
Museum Schokland ·
Terp Middelbuurt ·
Enserkerk ·
IJsloperschuur ·
Terp De Zuidert ·
Terp de Zuidpunt ·
Ensenerkerk ·
Vuurtoren van Ens

Emmeloord:
Oude haven ·
Lichtwachter ·
Misthoorn ·
Schokkerbos ·
Gesteentetuin ·
Het Zand